# 부사 (사과)
부사(富士) 또는 후지(일본어: ふじ)는 사과 품종 중의 하나이다. 1930년대 후반에 일본 아오모리현 후지사키정(藤崎町)에 위치한 농림성 원예시험장 도호쿠 지부(農林省園芸試験場東北支場)에서 니쓰 히로시(新津宏) 등의 주도로 개발되어 1962년에 출시되었다.
‘후지’라는 이름은 개발 장소인 후지사키정과 후지산의 이름에서 따온 것이다. 대한민국과 중국에서는 후지산(富士山)의 한자를 따와 부사(富士)라는 이름을 사용하고 있다.
후지 사과는 미국산 사과 품종인 버지니아 롤스 제넷(Virginia Ralls Genet)에 딜리셔스(Delicious)를 교배한 품종으로, 야구공 정도의 크기에 무게의 9~11%가 당분으로 높은 당도를 갖고 있어 달고 맛있다. 후지 사과는 다른 품종에 비해 상품 수명도 길어, 냉장시 5~6개월까지 보관할 수 있고 냉장하지 않더라도 상당기간 보관이 가능하다.
원산지인 일본에서도 후지 사과의 인기는 높은데, 일본인들은 후지 사과의 달콤한 맛과 아삭아삭한 식감을 크게 선호하여 많은 양의 후지 사과를 소비한다. 그 때문에 후지 사과의 생산지인 아오모리 현은 일본의 사과 주산지이며, 일본에서 연간 생산되는 약 9십만톤의 사과 중 약 5십만톤이 아오모리 현에서 생산된다고 한다.
일본 외에도 대한민국, 미국 등지에서도 후지 사과의 인기는 높아서, 중국의 경우 연간 생산되는 약 2천만톤의 사과 중 80%가 후지 사과이다.

## 같이 보기
- 홍옥
- 사과